# Кривич, Виктор Григорьевич
Виктор Григорьевич Кривич — советский хозяйственный, государственный и политический деятель, Герой Социалистического Труда.

## Биография
Родился в 1907 году в Конотопе. Член КПСС с 1930 года.
С 1929 года — на военной службе, общественной и политической работе. В 1929—1950 гг. — на политической работе в Рабоче-Крестьянской Красной Армии, участник советско-финской войны, участник Великой Отечественной войны, военный комиссар 117 стрелкового полка, заместитель командира 40-го гвардейского Краснознамённого полка, командир 58-го гвардейского стрелкового полка 18-й гвардейской стрелковой дивизии, на командных должностях в Советской Армии.
В 1951—1980 гг. — председатель колхоза «3-я пятилетка» Новомосковского района Тульской области.
Указом Президиума Верховного Совета СССР от 22 марта 1966 года присвоено звание Героя Социалистического Труда с вручением ордена Ленина и золотой медали «Серп и Молот».
Умер в Зарайске в 1989 году.